# Cristian Battocchio
Cristian Damián Battocchio (Rosario, 10 febbraio 1992) è un calciatore argentino naturalizzato italiano, centrocampista del Monopoli.

## Caratteristiche tecniche
Ha dichiarato di ispirarsi all'argentino Fernando Gago.
L'allenatore della nazionale italiana Antonio Conte in un'intervista del febbraio 2015 lo ha indicato come nome del futuro insieme a Federico Viviani e come uno dei pochi in grado di saltare l'uomo.

## Carriera

### Club

#### Gli inizi
Nato a Rosario da una famiglia di origini italiane (i nonni erano di Treviso), entra giovanissimo nelle giovanili del Newell's Old Boys, storica società calcistica della sua città natale. Notato dagli osservatori dell'Udinese, nel 2009 viene acquistato dal club per 200.000 euro e inserito nella formazione primavera allenata da Johan Walem. Dopo aver collezionato alcune panchine con la squadra maggiore, esordisce in Serie A il 27 febbraio 2011, a 19 anni, nel 7-0 esterno contro il Palermo, subentrando a Gökhan Inler.
Nella stagione 2011-2012 si divide tra Primavera, dove è titolare inamovibile, e prima squadra. Ha disputato da titolare due partite di Europa League contro Celtic e Atlético Madrid.

#### Watford e Virtus Entella
Il 30 agosto 2012, ad un giorno dalla chiusura della sessione estiva del calciomercato, viene ceduto in prestito agli inglesi del Watford.
Il 18 luglio 2013 viene ufficializzato il suo acquisto da parte del Watford con cui firma un contratto fino al 2016.
Dopo 66 presenze e 7 gol complessivi, il 26 agosto 2014 si trasferisce in prestito all'Entella, club neopromosso in Serie B, dove fatica ad affermarsi e per due mesi, tra febbraio e aprile, non vede il campo. Dopo Modena-Entella 2-0 dell'11 aprile 2015 si conquista il posto da titolare a centrocampo nel 4-3-3 anche con il nuovo mister Aglietti.
In occasione di Avellino-Entella 1-1 del 25 aprile tocca quota 100 presenze con i club. Con 32 presenze totali non riesce ad evitare la retrocessione dell'Entella dopo aver perso i play-out contro il Modena.

#### Brest e Maccabi Tel Aviv
A fine stagione torna al Watford che l'11 agosto lo cede al Brest in Ligue 2, con cui firma un contratto biennale e scegliendo la maglia numero 10.
Rimasto svincolato, il 10 luglio 2017 viene tesserato dal Maccabi Tel Aviv, con cui si lega per due stagioni con opzione per la terza.
Il 19 gennaio 2019 torna al Brest in Ligue 2, con cui conquista la promozione in Ligue 1. L'anno successivo debutta nel massimo campionato francese e il 3 dicembre 2019, segna i primi goals, siglando addirittura una tripletta contro lo Strasburgo.

#### Tokushima Vortis e Pumas
Il 6 febbraio 2021 firma un contratto con il Tokushima Vortis, club giapponese militante in J1 League, per poi, il 15 luglio successivo, rescindere il contratto a causa delle rigide misure di sicurezza adottate dal paese dovute alla pandemia di COVID-19 che lo hanno impedito di vedere la propria famiglia. Il giorno stesso si accasa ai messicani del Pumas UNAM e il 30 marzo 2022 rescinde il proprio contratto con la squadra.

#### Volo, Ziona e Chenaiyin
Il 31 agosto 2022, dopo un periodo da svincolato, passa in Souper Ligka Ellada al Volo.
Segue poi un’altra esperienza in Israele, questa volta al Ziona, e una in India, allo Chennaiyin.

#### Ritorno in Italia
Nell'agosto del 2024, Battocchio torna in Italia, accasandosi al Monopoli, in Serie C.

### Nazionale
Essendo in possesso della cittadinanza italiana, ha optato per la nazionale Under-20 italiana, con cui ha debuttato il 9 novembre 2011, sotto la guida di Luigi Di Biagio, contro i pari età ghanesi.
Il 14 agosto 2013 debutta con l'Under-21 guidata dallo stesso Di Biagio nell'amichevole giocata contro la Slovacchia. Il 5 settembre seguente segna il suo primo gol in Under-21 nella partita Italia-Belgio (1-3) valida per le qualificazioni agli Europei di categoria.
Il 14 ottobre seguente segna il gol vittoria dell'Italia a Genk di nuovo contro i pari età del Belgio.
Il 15 aprile 2015 debutta anche nella selezione della B Italia in occasione dell'amichevole contro la Croazia Under-21 finita 1-1.
Nel giugno seguente viene convocato da mister Luigi Di Biagio per l'Europeo Under-21 in Repubblica Ceca.

## Statistiche

### Presenze e reti nei club
Statistiche aggiornate al 14 maggio 2025.
| Stagione        | Squadra            | Campionato      | Campionato | Campionato | Coppe nazionali | Coppe nazionali | Coppe nazionali | Coppe continentali | Coppe continentali | Coppe continentali | Altre coppe | Altre coppe | Altre coppe | Totale | Totale |
| Stagione        | Squadra            | Comp            | Pres       | Reti       | Comp            | Pres            | Reti            | Comp               | Pres               | Reti               | Comp        | Pres        | Reti        | Pres   | Reti   |
| --------------- | ------------------ | --------------- | ---------- | ---------- | --------------- | --------------- | --------------- | ------------------ | ------------------ | ------------------ | ----------- | ----------- | ----------- | ------ | ------ |
| 2010-2011       | Udinese            | A               | 1          | 0          | CI              | 0               | 0               | -                  | -                  | -                  | -           | -           | -           | 1      | 0      |
| 2011-2012       | Udinese            | A               | 4          | 0          | CI              | 0               | 0               | UCL+UEL            | 0+3                | 0                  | -           | -           | -           | 7      | 0      |
| ago. 2012       | Udinese            | A               | 1          | 0          | CI              | 0               | 0               | UCL                | 0                  | 0                  | -           | -           | -           | 1      | 0      |
| Totale Udinese  | Totale Udinese     | Totale Udinese  | 6          | 0          |                 | 0               | 0               |                    | 3                  | 0                  |             | -           | -           | 9      | 0      |
| ago. 2012-2013  | Watford            | FLC             | 22+2       | 2          | FACup+CdL       | 1+0             | 0               | -                  | -                  | -                  | -           | -           | -           | 25     | 2      |
| 2013-2014       | Watford            | FLC             | 35         | 4          | FACup+CdL       | 3+3             | 0+1             | -                  | -                  | -                  | -           | -           | -           | 41     | 5      |
| Totale Watford  | Totale Watford     | Totale Watford  | 57+2       | 6          |                 | 7               | 1               |                    | -                  | -                  |             | -           | -           | 66     | 7      |
| 2014-2015       | Virtus Entella     | B               | 30+2       | 0          | CI              | -               | -               | -                  | -                  | -                  | -           | -           | -           | 32     | 0      |
| 2015-2016       | Brest              | L2              | 33         | 5          | CF              | 2               | 1               | -                  | -                  | -                  | -           | -           | -           | 35     | 6      |
| 2016-2017       | Brest              | L2              | 35         | 8          | CF+CdL          | 3+2             | 0               | -                  | -                  | -                  | -           | -           | -           | 40     | 8      |
| 2017-2018       | Maccabi Tel Aviv   | LH              | 23         | 1          | CI+CT           | 0+5             | 0               | UEL                | 11                 | 0                  | -           | -           | -           | 39     | 1      |
| 2018-gen. 2019  | Maccabi Tel Aviv   | LH              | 2          | 0          | CI+CT           | 0               | 0               | UEL                | 0                  | 0                  | -           | -           | -           | 2      | 0      |
| gen.-giu. 2019  | Brest              | L2              | 14         | 2          | CF              | 0               | 0               | -                  | -                  | -                  | -           | -           | -           | 14     | 2      |
| 2019-2020       | Brest              | L1              | 24         | 3          | CF+CdL          | 1+2             | -               | -                  | -                  | -                  | -           | -           | -           | 27     | 3      |
| 2020-feb. 2021  | Brest              | L1              | 15         | 0          | CF              | 0               | -               | -                  | -                  | -                  | -           | -           | -           | 15     | 0      |
| Totale Brest    | Totale Brest       | Totale Brest    | 121        | 18         |                 | 10              | 1               |                    | -                  | -                  |             | -           | -           | 131    | 19     |
| feb.-lug. 2021  | Tokushima Vortis   | JL1             | 10         | 0          | CI+CJL          | 2+2             | 0               | -                  | -                  | -                  | -           | -           | -           | 14     | 0      |
| 2021-2022       | Pumas UNAM         | PD              | 14+3       | 0          | -               | -               | -               | CCL                | 1                  | 0                  |             | -           | -           | 18     | 0      |
| 2022-gen. 2023  | Volo               | SL              | 4          | 0          | CG              | 0               | 0               | -                  | -                  | -                  |             | -           | -           | 4      | 0      |
| gen.-giu. 2023  | Sektzia Ness Ziona | Lh              | 6+6        | 0          | CI+CdL          | 0               | 0               | -                  | -                  | -                  |             | -           | -           | 12     | 0      |
| 2023-2024       | Chennaiyin         | ISL             | 16+1       | 0          | SC              | 3               | 0               | -                  | -                  | -                  | DC          | 1           | 0           | 21     | 0      |
| 2024-2025       | Monopoli           | C               | 34+2       | 0          | CI-C            | 2               | 0               | -                  | -                  | -                  | -           | -           | -           | 38     | 0      |
| Totale carriera | Totale carriera    | Totale carriera | 227+12     | 25         |                 | 30              | 2               |                    | 15                 | 0                  |             | 1           | 0           | 385    | 27     |

## Palmarès

### Club

#### Competizioni nazionali
- Coppa Toto: 2

Maccabi Tel Aviv: 2017-2018, 2018-2019